# Список произведений Иоганна Себастьяна Баха

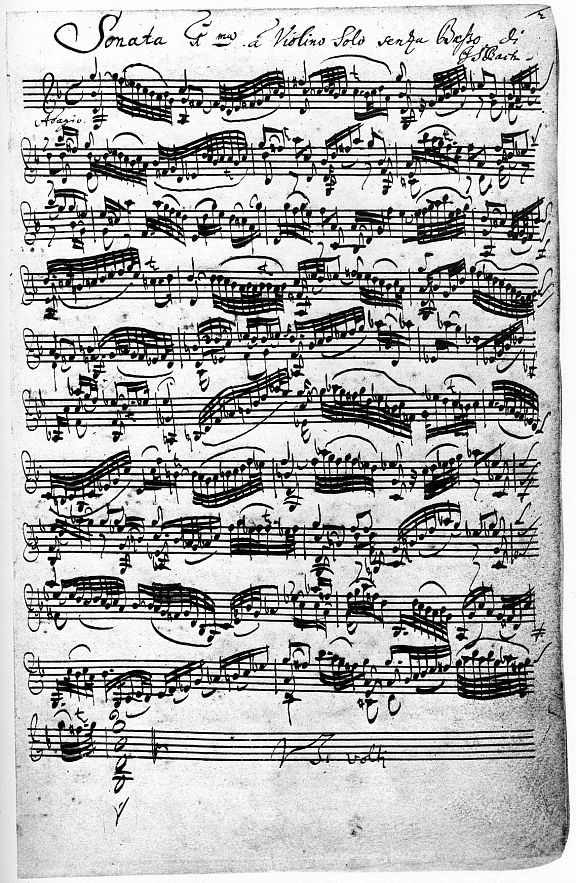
Соната для скрипки соль минор (BWV 1001), рукопись Баха

Сегодня известно более 1000 музыкальных произведений, написанных Иоганном Себастьяном Бахом. Ниже перечислены его произведения в порядке каталога BWV, включая спорные сочинения в Приложении (Anhang) и произведения, приписывавшиеся И. С. Баху и получившие номер BWV.

## Вокальные произведения

### Кантаты(1—224)
- BW 1 — Wie schön leuchtet der Morgenstern
- BWV 2 — Ach Gott, vom Himmel sieh darein
- BWV 3 — Ach Gott, wie manches Herzeleid
- BWV 4 — Christ lag in Todesbanden
- BWV 5 — Wo soll ich fliehen hin
- BWV 6 — Bleib bei uns, denn es wird Abend werden
- BWV 7 — Christ unser Herr zum Jordan kam
- BWV 8 — Liebster Gott, wenn wird ich sterben
- BWV 9 — Es ist das Heil uns kommen her
- BWV 10 — Meine Seel erhebt den hello
- BWV 11 — Lobet Gott in seinen Reichen
- BWV 12 — Weinen, Klagen, Sorgen, Zagen
- BWV 13 — Meine Seufzer, meine Tränen
- BWV 14 — Wär Gott nicht mit uns diese Zeit
- BWV 15 — Denn du wirst meine Seele nicht inder Hölle lassen
- BWV 16 — Herr Gott, dich loben wir
- BWV 17 — Wer Dank opfert, der preiset mich
- BWV 18 — Gleichwie der Regen und Schnee vom Himmel fällt
- BWV 19 — Es erhub sich ein Streit
- BWV 20 — O Ewigkeit, du Donnerwort
- BWV 21 — Ich hatte viel Bekümmernis
- BWV 22 — Jesus nahm zu sich die Zwölfe
- BWV 23 — Du wahrer Gott und Davids Sohn
- BWV 24 — Ein ungefärbt Gemüte
- BWV 25 — Es ist nichts Gesundes an meinem Lebe
- BWV 26 — Ach wie flüchtig, ach wie nichtig
- BWV 27 — Wer weiß, wie nahe mir mein Ende
- BWV 28 — Gottlob! Nun geht das Jahr zu Ende
- BWV 29 — Wir danken dir, Gott, wir danken dir
- BWV 30 — Freue dich, erlöste Schar
- BWV 30a — Angenehmes Wiederau, freue dich in deinen Auen
- BWV 31 — Der Himmel lacht! Die Erde jubilieret
- BWV 32 — Liebster Jesu, mein Verlangen
- BWV 33 — Allein zu dir, Herr Jesu Christ
- BWV 34 — O ewiges Feuer, o Ursprung der Liebe
- BWV 34a — O ewiges Feuer, o Ursprung der Liebe
- BWV 35 — Geist und Seele wird verwirret
- BWV 36 — Schwingt freudig euch empor
- BWV 36 — Schwingt freudig euch empor
- BWV 36a — Steigt freudig in die Luft
- BWV 36b — Die Freude reget sich
- BWV 36c — Schwingt freudig euch empor
- BWV 37 — Wer da gläubet und getauft wird
- BWV 38 — Aus tiefer Not schrei ich zu dir
- BWV 39 — Brich dem Hungrigen dein Brot
- BWV 40 — Darzu ist erschienen der Sohn Gottes
- BWV 41 — Jesu, nun sei gepreiset
- BWV 42 — Am Abend aber desselbigen Sabbats
- BWV 43 — Gott fähret auf mit Jauchzen
- BWV 44 — Sie werden euch in den Bann tun
- BWV 45 — Es ist dir gesagt, Mensch, was gut ist
- BWV 46 — Schauet doch und sehet, ob irgend ein Schmerz sei
- BWV 47 — Wer sich selbst erhöhet, der soll erniedrigt werden
- BWV 48 — Ich elender Mensch, wer wird mich erlösen
- BWV 49 — Ich geh und suche mit Verlangen
- BWV 50 — Nun ist das Heil und die Kraft
- BWV 51 — Jauchzet Gott in allen Landen
- BWV 52 — Falsche Welt, dir trau ich nicht
- BWV 53 — Schlage doch gewünschte Stunde
- BWV 54 — Widerstehe doch der Sünde
- BWV 55 — Ich armer Mensch, ich Sündenknecht
- BWV 56 — Ich will den Kreuzstab gerne tragen
- BWV 57 — Selig ist der Mann
- BWV 58 — Ach Gott, wie manches Herzeleid
- BWV 59 — Wer mich liebet, der wird mein Wort halten
- BWV 60 — O Ewigkeit, du Donnerwort
- BWV 61 — Nun komm, der Heiden Heiland
- BWV 62 — Nun komm, der Heiden Heiland
- BWV 63 — Christen, ätzet diesen Tag
- BWV 64 — Sehet, welch eine Liebe hat uns der Vater erzeiget
- BWV 65 — Sie werden aus Saba alle kommen
- BWV 66 — Erfreuet ech, ihr Herzen
- BWV 66a — Der Himmel dacht auf Anhalts Ruhm und Glück
- BWV 67 — Halt im Gedachtnis Jesum Christ
- BWV 68 — Also hat Gott die Welt geliebt
- BWV 69 — Lobe den Herrn, meine Seele
- BWV 69a — Lobe den Herrn, meine Seele
- BWV 70 — Wachet! betet! betet! wachet!
- BWV 70a — Wachet! betet! betet! wachet!
- BWV 71 — Gott ist mein König
- BWV 72 — Alles nur nach Gottes Willen
- BWV 73 — Herr, wie du willt, so schicks mit mir
- BWV 74 — Wer mich liebet, der wird mein Wort halten
- BWV 75 — Die Elenden sollen essen
- BWV 76 — Die Himmel erzählen die Ehre Gottes
- BWV 77 — Du sollt Gott, deinen Herren, lieben
- BWV 78 — Jesu, der du meine Seele
- BWV 79 — Gott, der Herr, ist Sonn und Schild
- BWV 80 — Ein feste Burg ist unser Gott
- BWV 80a — Alles, was von Gott geboren
- BWV 80b — Ein feste Burg ist unser Gott
- BWV 81 — Jesus schläft, was soll ich hoffen
- BWV 82 — Ich habe genug
- BWV 83 — Erfreute Zeit im neuen Bunde
- BWV 84 — Ich bin vergnügt mit meinem Glücke
- BWV 85 — Ich bin ein guter Hirt
- BWV 86 — Wahrlich, wahrlich, ich sage euch
- BWV 87 — Bisher habt ihr nichts gebeten in meinem Namen
- BWV 88 — Siehe, ich will viel Fischer aussenden
- BWV 89 — Was soll ich aus dir machen, Ephraim
- BWV 90 — Es reißet euch ein schrecklich Ende
- BWV 91 — Gelobet seist du, Jesu Christ
- BWV 92 — Ich hab in Gottes Herz und Sinn
- BWV 93 — Wer nur den lieben Gott läßt walten
- BWV 94 — Was frag ich nach der Welt
- BWV 95 — Christus, der ist mein Leben
- BWV 96 — Herr Christ, der einge Gottessohn
- BWV 97 — In allen meinen Taten
- BWV 98 — Was Gott tut, das ist wohlgetan
- BWV 99 — Was Gott tut, das ist wohlgetan
- BWV 100 — Was Gott tut, das ist wohlgetan
- BWV 101 — Nimm von uns, Herr, du treuer Gott
- BWV 102 — Herr, deine Augen sehen nach dem Glauben
- BWV 103 — Ihr werdet weinen und heulen
- BWV 104 — Du Hirte Israel, höre
- BWV 105 — Herr, gehe nicht ins Gericht
- BWV 106 — Gottes Zeit ist die allerbeste Zeit
- BWV 107 — Was willst du dich betrüben
- BWV 108 — Es ist euch gut, daß ich hingehe
- BWV 109 — Ich glaube, lieber Herr, hilf meinem Unglauben
- BWV 110 — Unser Mund sei voll Lachens
- BWV 111 — Was mein Gott will, das g’scheh allzeit
- BWV 112 — Der Herr ist mein getreuer Hirt
- BWV 113 — Herr Jesu Christ, du höchstes Gut
- BWV 114 — Ach, lieben Christen, seid getrost
- BWV 115 — Mache dich, mein Geist, bereit
- BWV 116 — Du Friedefürst, Herr Jesu Christ
- BWV 117 — Sei Lob und Ehr dem höchsten Gut
- BWV 118 — O Jesu Christ, mein’s Lebens Licht
- BWV 119 — Preise, Jerusalem, den Herrn
- BWV 120 — Gott, man lobet dich in der Stille
- BWV 120a — Herr Gott, Beherrscher aller Dinge
- BWV 120b — Gott, man lobet dich in der Stille
- BWV 121 — Christum wir sollen loben schon
- BWV 122 — Das neugeborne Kindelein
- BWV 123 — Liebster Immanuel, Herzog der Frommen
- BWV 124 — Meinen Jesum laß ich nicht
- BWV 125 — Mit Fried und Freud ich fahr dahin
- BWV 126 — Erhalt uns, Herr, bei deinem Wort
- BWV 127 — Herr Jesu Christ, wahr' Mensch und Gott
- BWV 128 — Auf Christi Himmelfahrt allein
- BWV 129 — Gelobet sei der Herr, mein Gott
- BWV 130 — Herr Gott, dich loben wir
- BWV 131 — Aus der Tiefen rufe ich, Herr, zu dir
- BWV 131a — Fuge in g aus BWV 131, Satz 5
- BWV 132 — Bereitet die Wege, bereitet die Bahn
- BWV 133 — Ich freue mich in dir
- BWV 134 — Ein Herz, das seinen Jesum lebend weiß
- BWV 134a — Die Zeit, die Tag und Jahre macht
- BWV 135 — Ach Herr, mich armen Sünder
- BWV 136 — Erforsche mich, Gott, und erfahre mein Herz
- BWV 137 — Lobe den Herren, den mächtigen König der Ehren
- BWV 138 — Warum betrübst du dich, mein Herz
- BWV 139 — Wohl dem, der sich auf seinen Gott
- BWV 140 — Wachet auf, ruft uns die Stimme
- BWV 141 — Das ist je gewißlich wahr
- BWV 142 — Uns ist ein Kind geboren
- BWV 143 — Lobe den Herrn, meine Seele
- BWV 144 — Nimm, was dein ist, und gehe hin
- BWV 145 — Ich lebe, mein Herze, zu deinem Ergötzen
- BWV 146 — Wir müssen durch viel Trübsal in das Reich Gottes eingehen
- BWV 147 — Herz und Mund und Tat und leben
- BWV 147a — Herz und Mund und Tat und Leben
- BWV 148 — Bringet dem Herrn Ehre seines Namens
- BWV 149 — Man singet mit Freuden vom Sieg
- BWV 150 — Nach dir, Herr, verlanget mich
- BWV 151 — Süßer Trost, mein Jesus kömmt
- BWV 152 — Tritt auf die Glaubensbahn
- BWV 153 — Schau, lieber Gott, wie meine Feind
- BWV 154 — Mein liebster Jesus ist verloren
- BWV 155 — Mein Gott, wie lang, ach lange
- BWV 156 — Ich steh mit einem Fuß im Grabe
- BWV 157 — Ich lasse nicht, du segnest mich denn
- BWV 158 — Der Friede sei mit dir
- BWV 159 — Sehet, wir gehn hinauf gen Jerusalem
- BWV 160 — Ich weiß, das mein Erlöser lebt
- BWV 161 — Komm, du süße Todesstunde
- BWV 162 — Ach, ich sehe, itzt, da ich zur Hochzeit gehe
- BWV 163 — Nur jedem das Seine
- BWV 164 — Ihr, die ihr euch von Christo nennet
- BWV 165 — O heilges Geist- und Wasserbad
- BWV 166 — Wo gehest du hin?
- BWV 167 — Ihr Menschen, rühmet Gottes Liebe
- BWV 168 — Tue Rechnung! Donnerwort
- BWV 169 — Gott soll allein mein Herze haben
- BWV 170 — Vergnügte Ruh, beliebte Seelenlust
- BWV 171 — Gott, wie dein Name, so ist auch dein Ruhm
- BWV 172 — Erschallet, ihr Lieder
- BWV 173 — Erhöhtes Fleisch und Blut
- BWV 173a — Durchlauchster Leopold
- BWV 174 — Ich liebe den Höchsten von ganzem Gemüte
- BWV 175 — Er rufet seinen Schafen mit Namen
- BWV 176 — Es ist ein trotzig und verzagt Ding
- BWV 177 — Ich ruf zu dir, Herr Jesu Christ
- BWV 178 — Wo Gott der Herr nicht bei uns hält
- BWV 179 — Siehe zu, daß deine Gottesfurcht nicht Heuchelei sei
- BWV 180 — Schmücke dich, o liebe Seele
- BWV 181 — Leichtgesinnte Flattergeister
- BWV 182 — Himmelskönig, sei willkommen
- BWV 183 — Sie werden euch in den Bann tun
- BWV 184 — Erwünschtes Freudenlicht
- BWV 184a — Erwünschtes Freudenlicht
- BWV 185 — Barmherziges Herze der ewigen Liebe
- BWV 186 — Ärgre dich, o Seele, nicht
- BWV 186a — Ärgre dich, o Seele, nicht
- BWV 187 — Es wartet alles auf dich
- BWV 188 — Ich habe meine Zuversicht
- BWV 189 — Meine Seele rühmt und preist
- BWV 190 — Singet dem Herrn ein neues Lied
- BWV 190a — Singet dem Herrn ein neues Lied
- BWV 191 — Gloria in excelsis Deo
- BWV 192 — Nun danket alle Gott
- BWV 193 — Ihr Tore zu Zion
- BWV 193a — Ihr Häuser des Himmels, ihr scheinenden Lichter
- BWV 194 — Höchsterwünschtes Freudenfest
- BWV 195 — Dem Gerechten muß das Licht
- BWV 196 — Der Herr denket an uns
- BWV 197 — Gott ist unsre Zuversicht
- BWV 197a — Ehre sei Gott in der Höhe
- BWV 198 — Laß, Fürstin, laß noch einen Strahl
- BWV 199 — Mein Herze schwimmt in Blut
- BWV 200 — Bekennen will ich seinen Namen
- BWV 201 — Geschwinde, geschwinde, ihr wirbelnden Winde
- BWV 202 — Weichet nur, betrübte Schatten
- BWV 203 — Amore traditore
- BWV 204 — Ich bin in mir vergnügt
- BWV 205 — Zerreißet, zersprenget, zertrümmert die Gruft
- BWV 205a — Blast Lärmen, ihr Feinde! Verstärket die Macht
- BWV 206 — Schleicht, spielende Wellen, und murmelt gelinde
- BWV 207 — Vereinigte Zwietracht der wechselnden Saiten
- BWV 207a — Auf, schmetternde Töne der muntern Trompeten
- BWV 208 — Was mir behagt, ist nur die muntre Jagd
- BWV 208a — Was mir behagt, ist nur die muntre Jagd
- BWV 209 — Non sa che sia dolore
- BWV 210 — O holder Tag, erwünschte Zeit
- BWV 210a — O angenehme Melodei
- BWV 211 — Schweigt stille, plaudert nicht
- BWV 212 — Mer hahn en neue Oberkeet
- BWV 213 — Laßt uns sorgen, laßt uns wachen
- BWV 214 — Tönet, ihr Pauken! Erschallet, Trompeten!
- BWV 215 — Preise dein Glücke, gesegnetes Sachsen
- BWV 216 — Vergnügte Pleißen-Stadt
- BWV 216a — Erwählte Pleißen-Stadt
- BWV 217 — Gedenke, Herr, wie es uns gehet
- BWV 218 — Gott der Hoffnung erfülle euch
- BWV 219 — Siehe, es hat überwunden der Löwe
- BWV 220 — Lobt ihn mit Herz und Munde
- BWV 221 — Wer sucht die Pracht, wer wünscht den Glanz
- BWV 222 — Mein Odem ist schwach
- BWV 223 — Meine Seele soll Gott loben
- BWV 224 — Reißt euch los, bekränkte Sinnen

### Мотеты(225—231)
- BWV 225 — Singet dem Herrn ein neues Lied
- BWV 226 — Der Geist hilft unsrer Schwachheit auf
- BWV 227 — Jesu, meine Freude
- BWV 228 — Fürchte dich nicht, ich bin bei dir
- BWV 229 — Komm, Jesu, komm!
- BWV 230 — Lobet den Herrn alle Heiden (псалом 117)
- BWV 231 — Sei Lob und Preis mit Ehren (ошибочно, на самом деле является частью незаконченной кантаты Телемана)

### Литургические произведения налатинском языке(232—243a)
- BWV 232 — Месса си минор
- BWV 233 — Месса фа мажор
- BWV 233a — Kyrie фа мажор (альтернативная версия BWV 233)
- BWV 234 — Месса ля мажор
- BWV 235 — Месса соль минор
- BWV 236 — Месса соль мажор
- BWV 237 — Sanctus до мажор
- BW 238 — Sanctus ре мажор
- BWV 239 — Sanctus ре минор
- BWV 240 — Sanctus соль мажор
- BWV 241 — Sanctus ре мажор (аранжировка Sanctus из мессы Керла Missa superba)
- BWV 242 — Christe Eleison соль минор
- BWV 243 — Магнификат ре мажор
- BWV 243a — Магнификат ми-бемоль мажор (более ранняя версия BWV 243)

### Пассионыиоратории(244—249)
- BWV 244 — Страсти по Матфею
- BWV 244a — Klagt, Kinder, klagt es aller Welt (траурная кантата по князю Леопольду Ангальт-Кётенскому)
- BWV 244b — Страсти по Матфею (ранняя версия)
- BWV 245 — Страсти по Иоанну
- BWV 245a — Himmel reisse, Welt erbebe (ария из второй версии Страстей по Иоанну)
- BWV 245b — Zerschmettert mich, ihr Felsen und ihr Hügel (ария из второй версии Страстей по Иоанну)
- BWV 245c — Ach, windet euch nicht so, geplagte Seelen (ария из второй версии Страстей по Иоанну)
- BWV 246 — Страсти по Луке (ошибочно, автор неизвестен)
- BWV 247 — Страсти по Марку (либретто сохранилось, но музыка почти полностью утеряна)
- BWV 248 — Рождественская оратория
- BWV 249 — Пасхальная оратория

### Светские кантаты (249a, b)
- BWV 249a — Entfliehet, verschwindet, entweichet, ihr Sorgen
- BWV 249b — Verjaget, zerstreuet, zerrüttet, ihr Sterne

### Хоралы(250—438)
- BWV 250 — Was Gott tut, das ist wohlgetan
- BWV 251 — Sei Lob und Ehr' Dem höchsten Gut
- BWV 252 — Nun danket alle Gott
- BWV 253 — Ach bleib bei uns, Herr Jesu Christ
- BWV 254 — Ach Gott, erhör' mein Seufzen
- BWV 255 — Ach Gott und Herr
- BWV 256 — Ach lieben Christen, seid getrost
- BWV 257 — Wär Gott nicht mit uns diese Zeit
- BWV 258 — Wo Gott der Herr nicht bei uns hält
- BWV 259 — Ach, was soll ich Sünder machen
- BWV 260 — Allein Gott in der Höh' sei Ehr'
- BWV 261 — Allein zu dir, Herr Jesu Christ
- BWV 262 — Alle Menschen müssen sterben
- BWV 263 — Alles ist an Gottes Segen
- BWV 264 — Als der gütige Gott
- BWV 265 — Als Jesus Christus in der Nacht
- BWV 266 — Als vierzig Tag nach Ostern
- BWV 267 — An Wasserflüssen Babylon
- BWV 268 — Auf, auf, mein Herz, und du mein ganzer Sinn
- BWV 269 — Aus meines Herzens Grunde
- BWV 270 — Befiehl du deine Wege
- BWV 271 — Befiehl du deine Wege
- BWV 272 — Befiehl du deine Wege
- BWV 273 — Christ, der du bist der helle Tag
- BWV 274 — Christe, der du bist Tag und Licht
- BWV 275 — Christe, du Beistand deiner Kreuzgemeinde
- BWV 276 — Christ ist erstanden
- BWV 277 — Christ lag in Todesbanden
- BWV 278 — Christ lag in Todesbanden
- BWV 279 — Christ lag in Todesbanden
- BWV 280 — Christ, unser Herr, zum Jordan kam
- BWV 281 — Christus, der ist mein Leben
- BWV 282 — Christus, der ist mein Leben
- BWV 283 — Christus, der uns selig macht
- BWV 284 — Christus, ist erstanden, hat überwunden
- BWV 285 — Da der Herr Christ zu Tische saß
- BWV 286 — Danket dem Herren
- BWV 287 — Dank sei Gott in der Höhe
- BWV 288 — Das alte Jahr vergangen ist
- BWV 289 — Das alte Jahr vergangen ist
- BWV 290 — Das walt' Gott Vater und Gott Sohn
- BWV 291 — Das walt' mein Gott, Vater, Sohn und heiliger Geist
- BWV 292 — Den Vater dort oben
- BWV 293 — Der du bist drei in Einigkeit
- BWV 294 — Der Tag, der ist so freudenreich
- BWV 295 — Des heil'gen Geistes reiche Gnad'
- BWV 296 — Die Nacht ist kommen
- BWV 297 — Die Sonn' hat sich mit ihrem Glanz
- BWV 298 — Dies sind die heil'gen zehn Gebot'
- BWV 299 — Dir, dir, Jehova, will ich singen
- BWV 300 — Du grosser Schmerzensmann
- BWV 301 — Du, o schönes Weltgebäude
- BWV 302 — Ein' feste Burg ist unser Gott
- BWV 303 — Ein' feste Burg ist unser Gott
- BWV 304 — Eins ist Not! ach Herr, dies Eine
- BWV 305 — Erbarm' dich mein, o Herre Gott
- BWV 306 — Erstanden ist der heil'ge Christ
- BWV 307 — Es ist gewisslich an der Zeit
- BWV 308 — Es spricht der Unweisen Mund wohl
- BWV 309 — Es stehn vor Gottes Throne
- BWV 310 — Es wird schier der letzte Tag herkommen
- BWV 311 — Es woll' uns Gott genädig sein
- BWV 312 — Es woll' uns Gott genädig sein
- BWV 313 — Für Freuden lasst uns springen
- BWV 314 — Gelobet seist du, Jesu Christ
- BWV 315 — Gib dich zufrieden und sei stille
- BWV 316 — Gott, der du selber bist das Licht
- BWV 317 — Gott, der Vater, wohn' uns bei
- BWV 318 — Gottes Sohn ist kommen
- BWV 319 — Gott hat das Evangelium
- BWV 320 — Gott lebet noch
- BWV 321 — Gottlob, es geht nunmehr zu Ende
- BWV 322 — Gott sei gelobet und gebenedeiet/Meine Seele erhebet den Herrn
- BWV 323 — Gott sei uns gnädig
- BWV 324 — Meine Seele erhebet den Herrn
- BWV 325 — Heilig, heilig
- BWV 326 — Herr Gott, dich loben alle wir
- BWV 327 — Vor deinen Thron tret' ich hiermit
- BWV 328 — Herr, Gott, dich loben wir
- BWV 329 — Herr, ich denk' an jene Zeit
- BWV 330 — Herr, ich habe missgehandelt
- BWV 331 — Herr, ich habe missgehandelt
- BWV 332 — Herr Jesu Christ, dich zu uns wend
- BWV 333 — Herr Jesu Christ, du hast bereit't
- BWV 334 — Herr Jesu Christ, du höchstes Gut
- BWV 335 — Herr Jesu Christ, mein's Lebens Licht
- BWV 336 — Herr Jesu Christ, wahr'r Mensch und Gott
- BWV 337 — Herr, nun lass in Frieden
- BWV 338 — Herr, straf mich nicht in deinem Zorn
- BWV 339 — Herr, wie du willst, so schick's mit mir
- BWV 340 — Herzlich lieb hab ich dich, o Herr
- BWV 341 — Heut' ist, o Mensch, ein grosser Trauertag
- BWV 342 — Heut' triumphieret Gottes Sohn
- BWV 343 — Hilf, Gott, dass mir's gelinge
- BWV 344 — Hilf, Herr Jesu, lass gelingen
- BWV 345 — Ich bin ja, Herr, in deiner Macht
- BWV 346 — Ich dank' dir Gott für all' Wohltat
- BWV 347 — Ich dank' dir, lieber Herre
- BWV 348 — Ich dank' dir, lieber Herre
- BWV 349 — Ich dank' dir schon durch deinen Sohn
- BWV 350 — Ich danke dir, o Gott, in deinem Throne
- BWV 351 — Ich hab' mein' Sach' Gott heimgestellt
- BWV 352 — Jesu, der du meine Seele
- BWV 353 — Jesu, der du meine Seele
- BWV 354 — Jesu, der du meine Seele
- BWV 355 — Jesu, der du selbsten wohl
- BWV 356 — Jesu, du mein liebstes Leben
- BWV 357 — Jesu, Jesu, du bist mein
- BWV 358 — Jesu, meine Freude
- BWV 359 — Jesu meiner Seelen Wonne
- BWV 360 — Jesu, meiner Freuden Freude
- BWV 361 — Jesu, meines Herzens Freud'
- BWV 362 — Jesu, nun sei gepreiset
- BWV 363 — Jesus Christus, unser Heiland
- BWV 364 — Jesus Christus, unser Heiland
- BWV 365 — Jesus, meine Zuversicht
- BWV 366 — Ihr Gestirn', ihr hohlen Lüfte
- BWV 367 — In allen meinen Taten
- BWV 368 — In dulci jubilo
- BWV 369 — Keinen hat Gott verlassen
- BWV 370 — Komm, Gott Schöpfer, heiliger Geist
- BWV 371 — Kyrie, Gott Vater in Ewigkeit
- BWV 372 — Lass, o Herr, dein Ohr sich neigen
- BWV 373 — Liebster Jesu, wir sind hier
- BWV 374 — Lobet den Herren, denn er ist freundlich
- BWV 375 — Lobt Gott, ihr Christen, allzugleich
- BWV 376 — Lobt Gott, ihr Christen, allzugleich
- BWV 377 — Mach's mit mir, Gott, nach deiner Güt'
- BWV 378 — Meine Augen schliess' ich jetzt
- BWV 379 — Meinen Jesum lass' ich nicht, Jesus
- BWV 380 — Meinen Jesum lass' ich nicht, weil
- BWV 381 — Meines Lebens letzte Zeit
- BWV 382 — Mit Fried' und Freud' ich fahr' dahin
- BWV 383 — Mitten wir im Leben sind
- BWV 384 — Nicht so traurig, nicht so sehr
- BWV 385 — Nun bitten wir den heiligen Geist
- BWV 386 — Nun danket alle Gott
- BWV 387 — Nun freut euch, Gottes Kinder all'
- BWV 388 — Nun freut euch, lieben Christen g'mein
- BWV 389 — Nun lob', mein' Seel', den Herren
- BWV 390 — Nun lob', mein Seel', den Herren
- BWV 391 — Nun preiset alle Gottes Barmherzigkeit
- BWV 392 — Nun ruhen alle Wälder
- BWV 393 — O Welt, sieh hier dein Leben
- BWV 394 — O Welt, sieh hier dein Leben
- BWV 395 — O Welt, sieh hier dein Leben
- BWV 396 — Nun sich der Tag geendet hat
- BWV 397 — O Ewigkeit, du Donnerwort
- BWV 398 — O Gott, du frommer Gott
- BWV 399 — O Gott, du frommer Gott
- BWV 400 — O Herzensangst, o Bangigkeit
- BWV 401 — O Lamm Gottes, unschuldig
- BWV 402 — O Mensch, bewein' dein' Sünde gross
- BWV 403 — O Mensch, schaue Jesum Christum an
- BWV 404 — O Traurigkeit, o Herzeleid
- BWV 405 — O wie selig seid ihr doch, ihr Frommen
- BWV 406 — O wie selig seid ihr doch, ihr Frommen
- BWV 407 — O wir armen Sünder
- BWV 408 — Schaut, ihr Sünder
- BWV 409 — Seelen-Bräutigam
- BWV 410 — Sei gegrüsset, Jesu gütig
- BWV 411 — Singet dem Herrn ein neues Lied
- BWV 412 — So gibst du nun, mein Jesu, gute Nacht
- BWV 413 — Sollt' ich meinem Gott nicht singen
- BWV 414 — Uns ist ein Kindlein heut' gebor'n
- BWV 415 — Valet will ich dir geben
- BWV 416 — Vater unser im Himmelreich
- BWV 417 — Von Gott will ich nicht lassen
- BWV 418 — Von Gott will ich nicht lassen
- BWV 419 — Von Gott will ich nicht lassen
- BWV 420 — Warum betrübst du dich, mein Herz
- BWV 421 — Warum betrübst du dich, mein Herz
- BWV 422 — Warum sollt' ich mich denn grämen
- BWV 423 — Was betrübst du dich, mein Herze
- BWV 424 — Was bist du doch, o Seele, so betrübet
- BWV 425 — Was willst du dich, o meine Seele
- BWV 426 — Weltlich Ehr' und zeitlich Gut
- BWV 427 — Wenn ich in Angst und Not
- BWV 428 — Wenn mein Stündlein vorhanden ist
- BWV 429 — Wenn mein Stündlein vorhanden ist
- BWV 430 — Wenn mein Stündlein vorhanden ist
- BWV 431 — Wenn wir in höchsten Nöten sein
- BWV 432 — Wenn wir in höchsten Nöten sein
- BWV 433 — Wer Gott vertraut, hat wohl gebaut
- BWV 434 — Wer nur den liebe Gott lässt walten
- BWV 435 — Wie bist du, Seele, in mir so gar betrübt
- BWV 436 — Wie schön leuchtet der Morgenstern
- BWV 437 — Wir glauben all' an einen Gott
- BWV438 — Wo Gott zum Haus nicht gibt sein' Gunst

### Песнииарии(439—518)
- BWV 439 — Ach, dass nicht die letzte Stunde
- BWV 440 — Auf, auf! die rechte Zeit ist hier
- BWV 441 — Auf! auf! mein Herz, mit Freuden
- BWV 442 — Beglückter Stand getreuer Seelen
- BWV 443 — Beschraenkt, ihr Weisen dieser Welt
- BWV 444 — Brich entzwei, mein armes Herze
- BWV 445 — Brunnquell aller Gueter
- BWV 446 — Der lieben Sonnen Licht und Pracht
- BWV 447 — Der Tag ist hin, die Sonne gehet nieder
- BWV 448 — Der Tag mit seinem Lichte
- BWV 449 — Dich bet'ich an, mein hoechster Gott
- BWV 450 — Die bittre Leidenszeit beginnet abermal
- BWV 451 — Die goldene Sonne, voll Freud' und Wonne
- BWV 452 — Dir, dir Jehovah, will ich singen
- BWV 453 — Eins ist Not! ach Herr, dies Eine
- BWV 454 — Ermuntre dich, mein schwacher Geist
- BWV 455 — Erwuergtes Lamm, das die verwahrten Siegel
- BWV 456 — Es glaenzet der Christen
- BWV 457 — Es ist nun aus mit meinem Leben
- BWV 458 — Es ist vollbracht! vergiss ja nicht
- BWV 459 — Es kostet viel, ein Christ zu sein
- BWV 460 — Gib dich zufrieden und sei stille
- BWV 461 — Gott lebet noch; Seele, was verzagst du doch?
- BWV 462 — Gott, wie gross ist deine Guete
- BWV 463 — Herr, nicht schicke deine Rache
- BWV 464 — Ich bin ja, Herr, in deiner Macht
- BWV 465 — Ich freue mich in dir
- BWV 466 — Ich halte treulich still und liebe
- BWV 467 — Ich lass' dich nicht
- BWV 468 — Ich liebe Jesum alle Stund'
- BWV 469 — Ich steh' an deiner Krippen hier
- BWV 470 — Jesu, Jesu, du bist mein
- BWV 471 — Jesu, deine Liebeswunden
- BWV 472 — Jesu, meines Glaubens Zier
- BWV 473 — Jesu, meines Herzens Freud
- BWV 474 — Jesus ist das schoenste Licht
- BWV 475 — Jesus, unser Trost und Leben
- BWV 476 — Ihr Gestirn', ihr hohen Lufte
- BWV 477 — Kein Stuendlein geht dahin
- BWV 478 — Komm, suesser Tod, komm, sel'ge Ruh!
- BWV 479 — Kommt, Seelen, dieser Tag
- BWV 480 — Kommt wieder aus der finstern Gruft
- BWV 481 — Lasset uns mit Jesu ziehen
- BWV 482 — Liebes Herz, bedenke doch
- BWV 483 — Liebster Gott, wann werd' ich sterben?
- BWV 484 — Liebster Herr Jesu! wo bleibest du so lange?
- BWV 485 — Liebster Immanuel, Herzog der Frommen
- BWV 486 — Mein Jesu, dem die Seraphinen
- BWV 487 — Mein Jesu! was fuer Seelenweh
- BWV 488 — Meines Lebens letzte Zeit
- BWV 489 — Nicht so traurig, nicht so sehr
- BWV 490 — Nur mein Jesus ist mein Leben
- BWV 491 — O du Liebe meiner Liebe
- BWV 492 — O finstre Nacht
- BWV 493 — O Jesulein Suess, o Jesulein mild
- BWV 494 — O liebe Seele, zieh' die Sinnen
- BWV 495 — O wie selig seid ihr doch, ihr Frommen
- BWV 496 — Seelen-Bräutigam, Jesu, Gottes Lamm!
- BWV 497 — Seelenweide, meine Freude
- BWV 498 — Selig, wer an Jesum denkt
- BWV 499 — Sei gegruesset, Jesu guetig
- BWV 500 — So gehst du nun, mein Jesu, hin
- BWV 501 — So giebst du nun, mein Jesu, gute Nacht
- BWV 502 — So wuensch' ich mir zu guter Letzt
- BWV 503 — Steh' ich bei meinem Gott
- BWV 504 — Vergiss mein nicht, dass ich dein nicht
- BWV 505 — Vergiss mein nicht, vergiss mein nicht
- BWV 506 — Was bist du doch, o Seele, so betruebet
- BWV 507 — Wo ist mein Schaeflein, das ich liebe
- BWV 508 – Bist du bei mir (на мелодию Готфрида Генриха Штёлцля)
- BWV 509 – Gedenke doch, mein Geist
- BWV 510 – Gib dich zufrieden
- BWV 511 – Gib dich zufrieden
- BWV 512 – Gib dich zufrieden
- BWV 513 – O Ewigkeit, du Donnerwort
- BWV 514 – Schaffs mit mir, Gott
- BWV 515 – So oft ich meine Tobackspfeife
- BWV 515a – So oft ich meine Tobackspfeife
- BWV 516 – Warum betrübst du dich
- BWV 517 – Wie wohl ist mir, o Freund der Seelen
- BWV 518 – Willst du dein Herz mir schenken

### Песни (519—523)
- BWV 519 — Hier lieg' ich nun
- BWV 520 — Das walt' mein Gott
- BWV 521 — Gott mein Herz dir Dank
- BWV 522 — Meine Seele, lass es gehen
- BWV 523 — Ich gnüge mich an meinem Stande

### Кводлибет(524)
- BWV 524 — Кводлибет

## Органныепроизведения

### Трио-сонатыдля органа (525—530)
- BWV 525 — Ми-бемоль мажор
- BWV 526 — До минор
- BWV 527 — Ре минор
- BWV 528 — Ми минор
- BWV 528a — Анданте ре минор (альтернативная версия второй части BWV 528)
- BWV 529 — До мажор
- BWV 530 — Соль мажор

### Прелюдииифуги,токкатыи фуги, фантазии и фуги для органа (531—581)
- BWV 531  — Прелюдия и фуга До мажор
- BWV 532  — Прелюдия и фуга Ре мажор
- BWV 532a  — Фуга Ре мажор (альтернативная версия BWV 532)
- BWV 533  — Прелюдия и фуга Ми минор («Маленькая»)
- BWV 534  — Прелюдия и фуга Фа минор
- BWV 535  — Прелюдия и фуга Соль минор
- BWV 535a  — Прелюдия и фуга Соль минор (альтернативная, упрощённая версия BWV 535)
- BWV 536  — Прелюдия и фуга Ля мажор
- BWV 536a  — Прелюдия и фуга Ля мажор (альтернативная версия BWV 536, основанная на оригинальной рукописи)
- BWV 537  — Фантазия (прелюдия) и фуга До минор
- BWV 538  — Токката и фуга Ре минор («Дорийская»)]]
- BWV 539  — Прелюдия и фуга Ре минор
- BWV 539a  — Фуга Ре минор (BWV 1000]]  — её лютневая аранжировка, вторая часть BWV 1001]]  — скрипичная)
- BWV 540  — Токката и фуга Фа мажор
- BWV 541  — Прелюдия и фуга Соль мажор
- BWV 542  — Фантазия и фуга соль минор («Большая»)]]
- BWV 542a  — Фуга Соль минор (альтернативная версия фуги из BWV 542)
- BWV 543  — Прелюдия и фуга Ля минор]]
- BWV 544  — Прелюдия и фуга Си минор
- BWV 545  — Прелюдия и фуга До мажор
- BWV 545a  — Прелюдия и фуга До мажор (альтернативная версия BWV 545)
- BWV 545b  — Прелюдия, трио и фуга Си мажор (альтернативная версия BWV 545)
- BWV 546  — Прелюдия и фуга До минор
- BWV 547  — Прелюдия и фуга До мажор
- BWV 548  — Прелюдия и фуга Ми минор («Большая»)
- BWV 549  — Прелюдия и фуга До минор
- BWV 550  — Прелюдия и фуга Соль мажор
- BWV 551  — Прелюдия и фуга Ля минор
- BWV 552  — Прелюдия и фуга Ми-бемоль мажор («Св. Анна»)
- Восемь маленьких прелюдий и фуг (553—560; ошибочно, возможно, сочинены Иоганном Тобиасом Кребсом)
  - BWV 553  — Маленькая прелюдия и фуга До мажор
  - BWV 554  — Маленькая прелюдия и фуга Ре минор
  - BWV 555  — Маленькая прелюдия и фуга Ми минор
  - BWV 556  — Маленькая прелюдия и фуга Фа мажор
  - BWV 557  — Маленькая прелюдия и фуга Соль мажор
  - BWV 558  — Маленькая прелюдия и фуга Соль минор
  - BWV 559  — Маленькая прелюдия и фуга Ля минор
  - BWV 560  — Маленькая прелюдия и фуга Си-бемоль мажор
- BWV 561  — Фантазия и фуга Ля минор (ошибочно)
- BWV 562  — Фантазия и фуга До минор (фуга не закончена)
- BWV 563  — Фантазия с имитацией Си минор
- BWV 564  — Токката, адажио и фуга До мажор
- BWV 565  — Токката и фуга Ре минор]] (авторство оспаривается)
- BWV 566  — Токката и фуга Ми минор
- BWV 566a  — Токката Ми мажор (ранняя версия BWV 566)
- BWV 567  — Прелюдия До мажор
- BWV 568  — Прелюдия Соль мажор
- BWV 569  — Прелюдия Ля минор
- BWV 570  — Фантазия До мажор
- BWV 571  — Фантазия (концерт) Соль мажор (ошибочно)
- BWV 572  — Фантазия Соль мажор
- BWV 573  — Фантазия До мажор (незавершённая, из Нотной тетради Анны Магдалены Бах)
- BWV 574  — Фуга До минор
- BWV 574a  — Фуга До минор (альтернативная версия BWV 574)
- BWV 575  — Фуга До минор
- BWV 576  — Фуга Соль мажор
- BWV 577  — Фуга Соль мажор «a la Gigue» (авторство оспаривается)
- BWV 578  — "Малая" органная фуга Соль минор
- BWV 579  — Фуга на тему Арканджело Корелли (из Op. 3, № 4) Си минор
- BWV 580  — Фуга Ре мажор (ошибочно)
- BWV 581  — Фуга Соль мажор (ошибочно, сочинена Гомилиусом)
- BWV 581a  — Фуга Соль мажор (ошибочно)

### Пассакалья и фуга до минор для органа (582)
- BWV 582 — Пассакалья и фуга до минор

### Трио и другие произведения для органа (583—591)
- BWV 583 — Трио ре минор (ошибочно)
- BWV 584 — Трио соль минор (ошибочно)
- BWV 585 — Трио до минор (ошибочно, Иоганн Фридрих Фаш)
- BWV 586 — Трио соль мажор (ошибочно, Телеман)
- BWV 587 — Ария фа мажор (ошибочно, Франсуа Куперен)
- BWV 588 — Канцона ре минор
- BWV 589 — Alla breve ре мажор (ошибочно)
- BWV 590 — Пастораль фа мажор (возможно, первая часть не закончена)
- BWV 591 — Маленький гармонический лабиринт (Kleines harmonisches Labyrinth) (ошибочно, возможно, принадлежит Иоганну Давиду Хайнихену)

### Концертыдля органа (592—598)
- BWV 592 — Концерт соль мажор (переложение концерта герцога Иоганна Эрнста)
- BWV 592a — Концерт соль мажор (аранжировка BWV 592)
- BWV 593 — Концерт ля минор (переложение скрипичного концерта Op. 3/8 RV522 А.Вивальди)
- BWV 594 — Концерт до мажор (переложение скрипичного концерта `Grosso Mogul` Ре мажор RV208 А.Вивальди)
- BWV 595 — Концерт до мажор (переложение концерта герцога Иоганна Эрнста)
- BWV 596 — Концерт ре минор (переложение концерта кончерто гроссо, Op. 3/11 RV565 А.Вивальди)
- BWV 597 — Концерт ми-бемоль мажор (источник неизвестен)
- BWV 598 — Pedalexercitium (Педальное упражнение) соль минор (импровизация, записанная К. Ф. Э. Бахом, не завершено)

### Хоральные прелюдииI:Органная тетрадь(599—644)
- BWV 599 — Адвент — Nun komm, der Heiden Heiland
- BWV 600 — Адвент — Gott, durch deine Güte (или Gottes-Sonh ist kommen)
- BWV 601 — Адвент — Herr Christ, der ein'ge Gottes-Sohn (или Herr Gott, nun sei gepreiset)
- BWV 602 — Адвент — Lob sei dem allmächtigen Gott
- BWV 603 — Рождество — Puer natus in Bethlehem
- BWV 604 — Рождество — Gelobet seist du, Jesu Christ
- BWV 605 — Рождество — Der Tag, der ist so freudenreich
- BWV 606 — Рождество — Vom Himmel hoch, da komm' ich her
- BWV 607 — Рождество — Vom Himmel kam der Engel Schar
- BWV 608 — Рождество — In dulci jubilo
- BWV 609 — Рождество — Lobt Gott, ihr Christen, allzugleich
- BWV 610 — Рождество — Jesu, meine Freude
- BWV 611 — Рождество — Christum wir sollen loben schon
- BWV 612 — Рождество — Wir Christenleut'
- BWV 613 — Новый год — Helft mir Gottes Güte preisen
- BWV 614 — Новый год — Das alte Jahr vergangen ist
- BWV 615 — Новый год — In dir ist Freude
- BWV 616 — Сретение — Mit Fried' und Freud' ich fahr' dahin
- BWV 617 — Сретение — Herr Gott, nun schleuß den Himmel auf
- BWV 618 — Великий пост — O Lamm Gottes, unschuldig
- BWV 619 — Великий пост — Christe, du Lamm Gottes
- BWV 620 — Великий пост — Christus, der uns selig macht
- BWV 620a — Великий пост — Christus, der uns selig macht (ранняя версия BWV 620)
- BWV 621 — Великий пост — Da Jesus an dem Kreuze stund
- BWV 622 — Великий пост — O Mensch, bewein dein Sünde groß
- BWV 623 — Великий пост — Wir danken dir, Herr Jesu Christ
- BWV 624 — Великий пост — Hilf Gott, daß mir's gelinge
- BWV 625 — Пасха — Christ lag in Todesbanden
- BWV 626 — Пасха — Jesus Christus, unser Heiland
- BWV 627 — Пасха — Christ ist erstanden
- BWV 628 — Пасха — Erstanden ist der heil'ge Christ
- BWV 629 — Пасха — Erschienen ist der herrliche Tag
- BWV 630 — Пасха — Heut' triumphieret Gottes Sohn
- BWV 631 — Пятидесятница — Komm, Gott Schöpfer, heiliger Geist
- BWV 631a — Пятидесятница — Komm, Gott Schöpfer, heiliger Geist (ранняя версия BWV 631)
- BWV 632 — Пятидесятница — Herr Jesu Christ, dich zu uns wend'
- BWV 633 — Пятидесятница — Liebster Jesu, wir sind hier
- BWV 634 — Пятидесятница — Liebster Jesu, wir sind hier (ранняя версия BWV 633)
- BWV 635 — Dies sind die heil'gen zehn Gebot'
- BWV 636 — Vater unser im Himmelreich
- BWV 637 — Durch Adams Fall ist ganz verderbt
- BWV 638 — Es ist das Heil uns kommen her
- BWV 639 — Ich ruf' zu dir, Herr Jesu Christ
- BWV 640 — In dich hab' ich gehoffet, Herr
- BWV 641 — Wenn wir in höchsten Nöten sein
- BWV 642 — Wer nur den lieben Gott läßt walten
- BWV 643 — Alle Menschen müssen sterben
- BWV 644 — Ach wie nichtig, ach wie flüchtig

### Хоральные прелюдии II: Шюблеровские хоралы (645—650)
- BWV 645 — Wachet auf, ruft uns die Stimme
- BWV 646 — Wo soll ich fliehen hin (или Auf meinen lieben Gott)
- BWV 647 — Wer nur den lieben Gott läßt walten
- BWV 648 — Meine Seele erhebt den Herren
- BWV 649 — Ach, bleib bei uns, Herr Jesu Christ
- BWV 650 — Kommst du nun, Jesu, vom Himmel herunter

### Хоральные прелюдии III: Лейпцигские хоралы (651—668)
- BWV 651 — Фантазия на Komm, Heiliger Geist, Herre Gott
- BWV 651a — Фантазия (прелюдия) на Komm, Heiliger Geist, Herre Gott (ранняя веймарская редакция BWV 651)
- BWV 652 — Komm, Heiliger Geist, Herre Gott
- BWV 652a — Komm, Heiliger Geist, Herre Gott (ранняя веймарская редакция BWV 652)
- BWV 653 — An Wasserflüssen Babylon
- BWV 653a — An Wasserflüssen Babylon alio modo a 4 (ранняя веймарская редакция BWV 653)
- BWV 653b — An Wasserflüssen Babylon (оригинальная веймарская редакция BWV 653)
- BWV 654 — Schmücke dich, o liebe Seele
- BWV 654a — Schmücke dich, o liebe Seele (ранняя веймарская редакция BWV 654)
- BWV 655 — Трио на Herr Jesu Christ, dich zu uns wend'
- BWV 655a — Трио на Herr Jesu Christ, dich zu uns wend' (ранняя веймарская редакция BWV 655)
- BWV 655b — Herr Jesu Christ, dich zu uns wend'
- BWV 655c — Herr Jesu Christ, dich zu uns wend'
- BWV 656 — O Lamm Gottes, unschuldig
- BWV 656a — O Lamm Gottes, unschuldig (ранняя веймарская редакция BWV 656)
- BWV 657 — Nun danket alle Gott (ранняя веймарско-лейпцигская редакция)
- BWV 658 — Von Gott will ich nicht lassen
- BWV 658a — Fantasia super: Von Gott will ich nicht lassen (ранняя веймарская редакция BWV 658)
- BWV 659 — Nun komm, der Heiden Heiland
- BWV 659a — Fantasia super: Nun komm, der Heiden Heiland (ранняя веймарская редакция BWV 659)
- BWV 660 — Trio super: Nun komm, der Heiden Heiland
- BWV 660a — Nun komm, der Heiden Heiland (ранняя веймарская редакция BWV 660)
- BWV 660b — Nun komm, der Heiden Heiland
- BWV 661 — Nun komm, der Heiden Heiland
- BWV 661a — Nun komm, der Heiden Heiland (ранняя веймарская редакция BWV 661)
- BWV 662 — Allein Gott in der Höh' sei Ehr'
- BWV 662a — Allein Gott in der Höh' sei Ehr' (ранняя веймарская редакция BWV 662)
- BWV 663 — Allein Gott in der Höh' sei Ehr'
- BWV 663a — Allein Gott in der Höh' sei Ehr' (ранняя веймарская редакция BWV 663)
- BWV 664 — Trio на Allein Gott in der Höh' sei Ehr'
- BWV 664a/b — Trio на Allein Gott in der Höh' sei Ehr' (ранняя веймарская редакция/набросок BWV 664)
- BWV 665 — Jesus Christus, unser Heiland
- BWV 665a — Jesus Christus, unser Heiland (in organo pleno) (ранняя веймарская редакция BWV 665)
- BWV 666 — Jesus Christus, unser Heiland (alio modo)
- BWV 666a — Jesus Christus, unser Heiland (ранняя веймарская редакция BWV 666)
- BWV 667 — Komm, Gott Schöpfer, heiliger Geist
- BWV 667a/b — Komm, Gott Schöpfer, heiliger Geist (ранние веймарские редакции BWV 667)
- BWV 668 — Vor deinen Thron tret' ich (фрагмент)
- BWV 668a — Wenn wir in höchsten Nöten (Diktatschrift: Fragment)

### Хоральные прелюдии IV: «Немецкая органная месса», III том сборника Clavier-Übung (669—689)
- BV 669 — Kyrie (большая версия) — Kyrie, Gott Vater in Ewigkeit
- BWV 670 — Kyrie (большая версия) — Christe, aller Welt Trost
- BWV 671 — Kyrie (большая версия) — Kyrie, Gott heiliger Geist
- BWV 672 — Kyrie (маленькая версия) — Kyrie, Gott Vater in Ewigkeit
- BWV 673 — Kyrie (маленькая версия) — Christe, aller Welt Trost
- BWV 674 — Kyrie (маленькая версия) — Kyrie, Gott heiliger Geist
- BWV 675 — Gloria — Allein Gott in der Höh' sei Ehr' (маленькая версия)
- BWV 676 — Gloria — Allein Gott in der Höh' sei Ehr' (большая версия)
- BWV 677 — Gloria — Фугетта на Allein Gott in der Höh' sei Ehr' (маленькая версия)
- BWV 678 — Десять заповедей — Dies sind die heil'gen zehn Gebot' (большая версия)
- BWV 679 — Десять заповедей — Фугетта на Dies sind die heil'gen zehn Gebot' (маленькая версия)
- BWV 680 — Credo — Wir glauben all' an einen Gott (большая версия)
- BWV 681 — Credo — Фугетта на Wir glauben all' an einen Gott (маленькая версия)
- BWV 682 — Отче наш — Vater unser im Himmelreich (большая версия)
- BWV 683 — Отче наш — Vater unser im Himmelreich (маленькая версия)
- BWV 683a — Отче наш — Vater unser im Himmelreich (маленькая версия, вариант BWV 683)
- BWV 684 — Крещение — Christ, unser Herr, zum Jordan kam (большая версия)
- BWV 685 — Крещение — Christ, unser Herr, zum Jordan kam (маленькая версия)
- BWV 686 — Покаяние — Aus tiefer Not schrei ich zu dir (большая версия)
- BWV 687 — Покаяние — Aus tiefer Not schrei ich zu dir (маленькая версия)
- BWV 688 — Причастие — Jesus Christus, unser Heiland, der von uns den Zorn Gottes wandt (большая версия)
- BWV 689 — Причастие — Фуга на Jesus Christus, unser Heiland (маленькая версия)

### Хоральные прелюдии V: Кирнбергерские хоральные прелюдии (690—713)
- BWV 690 — Wer nur den lieben Gott läßt walten
- BWV 691 — Wer nur den lieben Gott läßt walten
- BWV 691a — Wer nur den lieben Gott läßt walten
- BWV 692 — Ach, Gott und Herr (ошибочно, сочинено Иоганном Готфридом Вальтером)
- BWV 692a — Ach, Gott und Herr (ошибочно, сочинено Иоганном Готфридом Вальтером)
- BWV 693 — Ach, Gott und Herr (ошибочно, сочинено Иоганном Готфридом Вальтером)
- BWV 694 — Wo soll ich fliehen hin
- BWV 695 — Christ lag in Todesbanden
- BWV 695a — Christ lag in Todesbanden
- BWV 696 — Фугетта: Christum wir sollen loben schon
- BWV 697 — Фугетта: Gelobet seist du, Jesu Christ
- BWV 698 — Фугетта: Herr Christ, der ein'ge Gottes-Sohn
- BWV 699 — Фугетта: Nun komm, der Heiden Heiland
- BWV 700 — Vom Himmel hoch, da komm' ich her
- BWV 701 — Фугетта: Vom Himmel hoch, da komm' ich her
- BWV 702 — Фугетта: Das Jesulein soll doch mein Trost
- BWV 703 — Фугетта: Gottes-Sohn ist kommen
- BWV 704 — Фугетта: Lob sei dem allmächtigen Gott
- BWV 705 — Durch Adams Fall ist ganz verderbt
- BWV 706 — Liebster Jesu, wir sind hier
- BWV 707 — Ich hab' mein' Sach' Gott heimgestellt
- BWV 708 — Ich hab' mein' Sach' Gott heimgestellt
- BWV 708a — Ich hab' mein' Sach' Gott heimgestellt
- BWV 709 — Herr Jesu Christ, dich zu uns wend'
- BWV 710 — Wir Christenleut'
- BWV 711 — Allein Gott in der Höh' sei Ehr'
- BWV 712 — In dich hab' ich gehoffet, Herr
- BWV 713 — Фантазия: Jesu, meine Freude
- BWV 713a — Фантазия: Jesu, meine Freude

### Различные хоральные прелюдии (714—764)
- BWV 714 — Ach Gott und Herr
- BWV 715 — Allein Gott in der Höh sei Ehr
- BWV 716 — Fuga super Allein Gott in der Höh sei Ehr
- BWV 717 — Allein Gott in der Höh sei Ehr'
- BWV 718 — Christ lag in Todes banden
- BWV 719 — Der Tag, der ist so freudenreich
- BWV 720 — Ein feste Burg ist unser Gott
- BWV 721 — Erbarm dich mein, o Herre Gott
- BWV 722 — Gelobet seist du, Jesu Christ
- BWV 723 — Gelobet seist du, Jesu Christ
- BWV 724 — Gott, durch deine Güte (Gottes Sohn ist kommen)
- BWV 725 — Herr Gott, dich loben wir
- BWV 726 — Herr Jesu Christ, dich zu uns wend
- BWV 727 — Herzlich tut mich verlangen
- BWV 728 — Jesus, meine Zuversicht (из Нотной тетради Анны Магдалены Бах)
- BWV 729 — In dulci jubilo
- BWV 730 — Liebster Jesu, wir sind hier
- BWV 731 — Liebster Jesu, wir sind hier
- BWV 732 — Lobt Gott, ihr Christen, allzugleich
- BWV 733 — Meine Seele erhebt den Herren (магнификат)
- BWV 734 — Nun freut euch, lieben Christen/Es ist gewisslich an der Zeit
- BWV 735 — Valet will ich dir geben
- BWV 736 — Valet will ich dir geben
- BWV 737 — Vater unser im Himmelreich
- BWV 738 — Von Himmel hoch, da komm' ich her
- BWV 738a — Von Himmel hoch, da komm' ich her (вариант)
- BWV 739 — Wie schön leuchtet der Morgenstern
- BWV 740 — Wir glauben all' an einen Gott, Vater (ошибочно)
- BWV 741 — Ach Gott, von Himmel sieh' darein
- BWV 742 — Ach Herr, mich armen Sünder
- BWV 743 — Ach, was ist doch unser Leben
- BWV 744 — Auf meinen lieben Gott (ошибочно, возможно, принадлежит Иоганну Тобиасу Кребсу)
- BWV 745 — Aus der Tiefe rufe ich (ошибочно, принадлежит К. Ф. Э. Баху)
- BWV 746 — Christ ist erstanden (ошибочно, принадлежит И. К. Ф. Фишеру)
- BWV 747 — Christus, der uns selig macht
- BWV 748 — Gott der Vater wohn' uns bei (ошибочно, принадлежит Иоганну Готфриду Вальтеру)
- BWV 748a — Gott der Vater wohn' uns bei
- BWV 749 — Herr Jesu Christ, dich zu uns wend'
- BWV 750 — Herr Jesu Christ, mein's Lebens Licht
- BWV 751 — In dulci jubilo
- BWV 752 — Jesu, der du meine Seele
- BWV 753 — Jesu, meine Freude
- BWV 754 — Liebster Jesu, wir sind hier
- BWV 755 — Nun freut euch, lieben Christen
- BWV 756 — Nun ruhen alle Wälder
- BWV 757 — O Herre Gott, dein göttlich's Wort
- BWV 758 — O Vater, allmächtiger Gott
- BWV 759 — Schmücke dich, o liebe Seele (ошибочно, сочинено Гомилиусом)
- BWV 760 — Vater unser im Himmelreich (ошибочно, сочинено Георгом Бёмом)
- BWV 761 — Vater unser im Himmelreich (ошибочно, сочинено Георгом Бёмом)
- BWV 762 — Vater unser im Himmelreich
- BWV 763 — Wie schön leuchtet der Morgenstern
- BWV 764 — Wie schön leuchtet der Morgernstern

### Партитыи хоральныевариации(765—771)
- BWV 765 — Хоральная партита «Wir glauben all' an einen Gott» (ошибочно)
- BWV 766 — Хоральная партита «Christ, der du bist der helle Tag» фа минор
- BWV 767 — Хоральная партита «O Gott, du frommer Gott» до минор
- BWV 768 — Хоральная партита «Sei gegrüsset, Jesu gütig» соль минор
- BWV 769 — Канонические вариации на «Vom Himmel hoch, da komm' ich her»
- BWV 770 — Хоральные вариации «Ach, was soll ich Sünder machen» (ошибочно)
- BWV 771 — Хоральные вариации «Allein Gott in der Höh' sei Ehr'» (ошибочно, возможно, принадлежат Веттеру)

## Произведения дляклавесина

### Инвенцииисинфонии(772—801)

#### Инвенции(772—786)
- BWV 772 — № 1 до мажор
- BWV 773 — № 2 до минор
- BWV 774 — № 3 ре мажор
- BWV 775 — № 4 ре минор
- BWV 776 — № 5 ми-бемоль мажор
- BWV 777 — № 6 ми мажор
- BWV 778 — № 7 ми минор
- BWV 779 — № 8 фа мажор
- BWV 780 — № 9 фа минор
- BWV 781 — № 10 соль мажор
- BWV 782 — № 11 соль минор
- BWV 783 — № 12 ля мажор
- BWV 784 — № 13 ля минор
- BWV 785 — № 14 си-бемоль мажор
- BWV 786 — № 15 си минор

#### Синфонии(Трехголосные инвенции, 787—801)
- BWV 787 — № 1 до мажор
- BWV 788 — № 2 до минор
- BWV 789 — № 3 ре мажор
- BWV 790 — № 4 ре минор
- BWV 791 — № 5 ми-бемоль мажор
- BWV 792 — № 6 ми мажор
- BWV 793 — № 7 ми минор
- BWV 794 — № 8 фа мажор
- BWV 795 — № 9 фа минор
- BWV 796 — № 10 соль мажор
- BWV 797 — № 11 соль минор
- BWV 798 — № 12 ля мажор
- BWV 799 — № 13 ля минор
- BWV 800 — № 14 си-бемоль мажор
- BWV 801 — № 15 си минор

### Четыре дуэта из сборника Clavier-Übung III (802—805)
- BWV 802 — ми минор
- BWV 803 — фа мажор
- BWV 804 — соль мажор
- BWV 805 — ля минор

### Английские сюиты(806—811)
- BWV 806 — № 1 ля мажор
- BWV 807 — № 2 ля минор
- BWV 808 — № 3 соль минор
- BWV 809 — № 4 фа мажор
- BWV 810 — № 5 ми минор
- BWV 811 — № 6 ре минор

### Французские сюиты(812—817)
- BWV 812 — № 1 ре минор
- BWV 813 — № 2 до минор
- BWV 814 — № 3 си минор
- BWV 815 — № 4 ми-бемоль мажор
- BWV 815a — № 4 ми-бемоль мажор (несколько дополнительных частей)
- BWV 816 — № 5 соль мажор
- BWV 817 — № 6 ми мажор

### Различные сюиты (818—824)
- BWV 818 — Сюита ля минор
- BWV 818a — Сюита ля минор (альтернативная версия BWV 818)
- BWV 819 — Сюита ми-бемоль мажор
- BWV 819a — Сюита ми-бемоль мажор (альтернативная версия первой части BWV 819)
- BWV 820 — Увертюра (сюита) фа мажор
- BWV 821 — Сюита си-бемоль мажор
- BWV 822 — Сюита соль минор
- BWV 823 — Сюита фа минор
- BWV 824 — Сюита ля минор

### Клавирные партиты из сборника Clavier-Übung I(825—830)
- BWV 825 — № 1 си-бемоль мажор
- BWV 826 — № 2 до минор
- BWV 827 — № 3 ля минор
- BWV 828 — № 4 ре мажор
- BWV 829 — № 5 соль мажор
- BWV 830 — № 6 ми минор

### Французская увертюра из сборника Clavier-Übung II (831)
- BWV 831 — Увертюра во французском стиле си минор

### Части сюит (832—845)
- BWV 832 — Партита ля мажор
- BWV 833 — Прелюдия и партита фа мажор
- BWV 834 — Аллеманда до минор
- BWV 835 — Аллеманда ля минор
- BWV 836 — Аллеманда соль минор
- BWV 837 — Аллеманда соль минор
- BWV 838 — Аллеманда и куранта соль мажор
- BWV 839 — Сарабанда соль минор
- BWV 840 — Куранта соль мажор
- BWV 841 — Менуэт соль мажор (из Нотной тетради Анны Магдалены Бах)
- BWV 842 — Менуэт соль минор
- BWV 843 — Менуэт соль мажор
- BWV 844 — Скерцо ре минор
- BWV 844a — Скерцо ре минор (альтернативная версия BWV 844)
- BWV 845 — Жига фа минор

### Хорошо темперированный клавир(846—893)

#### Том 1 (846—869)
- BWV 846 — Прелюдия и фуга № 1 до мажор
- BWV 846a — Прелюдия и фуга № 1 до мажор (альтернативная версия BWV 846)
- BWV 847 — Прелюдия и фуга № 2 до минор
- BWV 848 — Прелюдия и фуга № 3 до-диез мажор
- BWV 849 — Прелюдия и фуга № 4 до-диез минор
- BWV 850 — Прелюдия и фуга № 5 ре мажор
- BWV 851 — Прелюдия и фуга № 6 ре минор
- BWV 852 — Прелюдия и фуга № 7 ми-бемоль мажор
- BWV 853 — Прелюдия и фуга № 8 ми-бемоль минор
- BWV 854 — Прелюдия и фуга № 9 ми мажор
- BWV 855 — Прелюдия и фуга № 10 ми минор
- BWV 855a — Прелюдия и фуга № 10 ми минор (альтернативная версия BWV 855)
- BWV 856 — Прелюдия и фуга № 11 фа мажор
- BWV 857 — Прелюдия и фуга № 12 фа минор
- BWV 858 — Прелюдия и фуга № 13 фа-диез мажор
- BWV 859 — Прелюдия и фуга № 14 фа-диез минор
- BWV 860 — Прелюдия и фуга № 15 соль мажор
- BWV 861 — Прелюдия и фуга № 16 соль минор
- BWV 862 — Прелюдия и фуга № 17 ля-бемоль мажор
- BWV 863 — Прелюдия и фуга № 18 соль-диез минор
- BWV 864 — Прелюдия и фуга № 19 ля мажор
- BWV 865 — Прелюдия и фуга № 20 ля минор
- BWV 866 — Прелюдия и фуга № 21 си-бемоль мажор
- BWV 867 — Прелюдия и фуга № 22 си-бемоль минор
- BWV 868 — Прелюдия и фуга № 23 си мажор
- BWV 869 — Прелюдия и фуга № 24 си минор

#### Том 2 (870—893)
- BWV 870 — Прелюдия и фуга № 1 до мажор
- BWV 870a — Прелюдия и фуга № 1 до мажор (альтернативная версия BWV 870)
- BWV 870b — Прелюдия до мажор (альтернативная версия BWV 870)
- BWV 871 — Прелюдия и фуга № 2 до минор
- BWV 872 — Прелюдия и фуга № 3 до-диез мажор
- BWV 872a — Прелюдия и фуга № 3 до-диез мажор (альтернативная версия BWV 872)
- BWV 873 — Прелюдия и фуга № 4 до-диез минор
- BWV 874 — Прелюдия и фуга № 5 ре мажор
- BWV 875 — Прелюдия и фуга № 6 ре минор
- BWV 875a — Прелюдия ре минор (альтернативная версия BWV 875)
- BWV 876 — Прелюдия и фуга № 7 ми-бемоль мажор
- BWV 877 — Прелюдия и фуга № 8 ре-диез минор
- BWV 878 — Прелюдия и фуга № 9 ми мажор
- BWV 879 — Прелюдия и фуга № 10 ми минор
- BWV 880 — Прелюдия и фуга № 11 фа мажор
- BWV 881 — Прелюдия и фуга № 12 фа минор
- BWV 882 — Прелюдия и фуга № 13 фа-диез мажор
- BWV 883 — Прелюдия и фуга № 14 фа-диез минор
- BWV 884 — Прелюдия и фуга № 15 соль мажор
- BWV 885 — Прелюдия и фуга № 16 соль минор
- BWV 886 — Прелюдия и фуга № 17 ля-бемоль мажор
- BWV 887 — Прелюдия и фуга № 18 соль-диез минор
- BWV 888 — Прелюдия и фуга № 19 ля мажор
- BWV 889 — Прелюдия и фуга № 20 ля минор
- BWV 890 — Прелюдия и фуга № 21 си-бемоль мажор
- BWV 891 — Прелюдия и фуга № 22 си-бемоль минор
- BWV 892 — Прелюдия и фуга № 23 си мажор
- BWV 893 — Прелюдия и фуга № 24 си минор

### Прелюдии,токкаты,фантазииифуги(894—923)
- BWV 894 — Прелюдия и фуга ля минор
- BWV 895 — Прелюдия и фуга ля минор
- BWV 896 — Прелюдия и фуга ля мажор
- BWV 897 — Прелюдия и фуга ля минор
- BWV 898 — Прелюдия и фуга си-бемоль мажор на тему  (сомнительно)
- BWV 899 — Прелюдия и фугетта ре минор
- BWV 900 — Прелюдия и фугетта ми минор
- BWV 901 — Прелюдия и фугетта фа мажор
- BWV 902 — Прелюдия и фугетта соль мажор
- BWV 902a — Прелюдия соль мажор (альтернативная версия BWV 902)
- BWV 903 — Хроматическая фантазия и фуга ре минор
- BWV 903a — Хроматическая фантазия ре минор (альтернативная версия BWV 903)
- BWV 904 — Фантазия и фуга ля минор
- BWV 905 — Фантазия и фуга ре минор
- BWV 906 — Фантазия и фуга до минор
- BWV 907 — Фантазия и фугетта си-бемоль мажор
- BWV 908 — Фантазия и фугетта ре мажор
- BWV 909 — Концерт и фуга до минор
- BWV 910 — Токката фа-диез минор
- BWV 911 — Токката до минор
- BWV 912 — Токката ре мажор
- BWV 913 — Токката ре минор
- BWV 914 — Токката ми минор
- BWV 915 — Токката соль минор
- BWV 916 — Токката соль мажор
- BWV 917 — Фантазия соль минор
- BWV 918 — Фантазия до минор
- BWV 919 — Фантазия до минор
- BWV 920 — Фантазия соль минор
- BWV 921 — Прелюдия до минор
- BWV 922 — Прелюдия ля минор
- BWV 923 — Прелюдия си минор (ошибочно, вероятно, написана Вильгельмом Иеронимом Пахельбелем)

### Маленькие прелюдии изНотной тетради Вильгельма Фридемана Баха(924—932)
- BWV 924 — Прелюдия до мажор
- BWV 924a — Прелюдия до мажор
- BWV 925 — Прелюдия ре мажор
- BWV 926 — Прелюдия ре минор
- BWV 927 — Преамбула фа мажор
- BWV 928 — Прелюдия фа мажор
- BWV 929 — Прелюдия соль минор
- BWV 930 — Прелюдия соль минор
- BWV 931 — Прелюдия ля минор
- BWV 932 — Прелюдия ми минор

### Шесть маленьких прелюдий (933—938)
- BWV 933 — До мажор
- BWV 934 — До минор
- BWV 935 — Ре минор
- BWV 936 — Ре мажор
- BWV 937 — Ми мажор
- BWV 938 — Ми минор

### Пять прелюдий из коллекции Иоганна Петера Келлнера (939—943)
- BWV 939 — До мажор
- BWV 940 — Ре минор
- BWV 941 — Ми минор
- BWV 942 — Ля минор
- BWV 943 — До мажор

### Фуги и фугетты (944—962)
- BWV 944 — Фуга ля минор
- BWV 945 — Фуга ми минор
- BWV 946 — Фуга до мажор
- BWV 947 — Фуга ля минор
- BWV 948 — Фуга ре минор
- BWV 949 — Фуга ля мажор
- BWV 950 — Фуга ля мажор на тему Альбинони
- BWV 951 — Фуга си минор на тему Альбинони
- BWV 951a — Фуга си минор (альтернативная версия BWV 951)
- BWV 952 — Фуга до мажор
- BWV 953 — Фуга до мажор
- BWV 954 — Фуга си-бемоль мажор на тему Рейнкена
- BWV 955 — Фуга си-бемоль мажор
- BWV 956 — Фуга ми минор
- BWV 957 — Фуга соль мажор
- BWV 958 — Фуга ля минор
- BWV 959 — Фуга ля минор
- BWV 960 — Фуга ми минор
- BWV 961 — Фугетта до минор
- BWV 962 — Фугетта ми минор

### Сонатыи их части (963—970)
- BWV 963 — Соната ре мажор
- BWV 964 — Соната ре минор (переложение сонаты № 2 для скрипки соло, BWV 1003)
- BWV 965 — Соната ля минор (по Hortus Musicus Рейнкена, №№ 1—5)
- BWV 966 — Соната до мажор (по Hortus Musicus Рейнкена, №№ 11—15)
- BWV 967 — Соната ля минор (только одна часть, переложение сонаты неизвестного автора)
- BWV 968 — Адажио соль мажор (по первой части сонаты № 3 для скрипки соло, BWV 1005)
- BWV 969 — Анданте соль минор
- BWV 970 — Престо ре минор

### Итальянский концертиз сборника Clavier-Übung II (971)
- BWV 971 — Итальянский концерт фа мажор

### Переложения концертов других композиторов для клавира (972—987)
- BWV 972 — Концерт ре мажор (переложение концерта Вивальди Op. 3/7 RV567)
- BWV 973 — Концерт соль мажор (переложение концерта Вивальди Op. 7/2 RV188)
- BWV 974 — Концерт ре минор (переложение Концерта ре минор для гобоя Марчелло)
- BWV 975 — Концерт соль минор (переложение концерта Вивальди Op. 4/6 RV316a)
- BWV 976 — Концерт до мажор (переложение концерта Вивальди Op. 3/12 RV265)
- BWV 977 — Концерт до мажор (источник неизвестен, возможно, переложение концерта Марчелло)
- BWV 978 — Концерт фа мажор (переложение концерта Вивальди Op. 3/3 RV310)
- BWV 979 — Концерт си минор (источник неизвестен, возможно, переложение концерта Торелли для скрипки)
- BWV 980 — Концерт соль мажор (переложение концерта Вивальди Op. 4/1 RV383a)
- BWV 981 — Концерт до минор (возможно, переложение концерта Марчелло Op. 1/2)
- BWV 982 — Концерт си-бемоль мажор (переложение концерта графа Иоганна Эрнста Op. 1/1)
- BWV 983 — Концерт соль минор (источник неизвестен)
- BWV 984 — Концерт до мажор (переложение концерта графа Иоганна Эрнста) (see BWV 595 for organ version)
- BWV 985 — Концерт соль минор (переложение концерта Телемана)
- BWV 986 — Концерт соль мажор (переложение концерта, приписываемого Телеману)
- BWV 987 — Концерт ре минор (переложение концерта графа Иоганна Эрнста Op. 1/4)

### Вариациии другие произведения для клавира (988—994)
- BWV 988 — Гольдберг-вариации (ария с 30 вариациями, напечатанная в сборнике Clavier-Übung IV)
- BWV 989 — Ария с вариациями в итальянском стиле, ля минор
- BWV 992 — Каприччо на отъезд любимого брата си-бемоль мажор
- BWV 993 — Каприччо ми мажор
- BWV 994 — Аппликация до мажор (из Нотной тетради Вильгельма Фридемана Баха)

## Произведения для солирующих неклавишных инструментов

### Произведения длялютнисоло (995—1000)
- BWV 995 — Сюита соль минор (транскрипция сюиты No. 5 для виолончели, BWV 1011)
- BWV 996 — Сюита ми минор
- BWV 997 — Сюита до минор
- BWV 998 — Прелюдия, фуга и аллегро ми-бемоль мажор
- BWV 999 ― Прелюдия до минор
- BWV 1000 — Фуга соль минор

### Сонаты и партиты для скрипки соло(1001—1006)
- BWV 1001 — Соната № 1 соль минор
- BWV 1002 — Партита № 1 си минор
- BWV 1003 — Соната № 2 ля минор
- BWV 1004 — Партита № 2 ре минор
- BWV 1005 — Соната № 3 до мажор
- BWV 1006 — Партита № 3 ми мажор
- BWV 1006a — Сюита ми мажор для лютни (транскрипция скрипичной партиты № 3, BWV 1006)

### Сюиты для виолончели соло(1007—1012)
- BWV 1007 — № 1 соль мажор
- BWV 1008 — № 2 ре минор
- BWV 1009 — № 3 до мажор
- BWV 1010 — № 4 ми-бемоль мажор
- BWV 1011 — № 5 до минор
- BWV 1012 — № 6 ре мажор

### Партита дляфлейтысоло (1013)
- BWV 1013 — Партита ля минор

## Произведения для дуэта клавесина с другим инструментом

### Произведения для скрипки и клавира (1014—1026)
- BWV 1014 — Соната для скрипки и клавира си минор
- BWV 1015 — Соната для скрипки и клавира ля мажор
- BWV 1016 — Соната для скрипки и клавира ми мажор
- BWV 1017 — Соната для скрипки и клавира до минор
- BWV 1018 — Соната для скрипки и клавира фа минор
- BWV 1018a — Адажио для скрипки и клавира фа минор (ранняя версия 3 части BWV 1018)
- BWV 1019 — Соната для скрипки и клавира соль мажор
- BWV 1019a — Соната для скрипки и клавира соль мажор (ранняя версия BWV 1019)
- BWV 1020 — Соната для скрипки (или флейты) и клавесина соль минор (сегодня её приписывают К. Ф. Э. Баху — H 542.5)
- BWV 1021 — Соната для скрипки и генерал-баса соль мажор
- BWV 1022 — Соната для скрипки и клавира фа мажор (сомнительно)
- BWV 1023 — Соната для скрипки и генерал-баса ми минор
- BWV 1024 — Соната для скрипки и генерал-баса до минор (сомнительно)
- BWV 1025 — Сюита для скрипки и клавира ля минор (сомнительно)
- BWV 1026 — Фуга для скрипки и клавира соль минор (сомнительно)

### Сонаты длявиолы да гамбаи клавира (1027—1029)
- BWV 1027 — № 1 соль мажор (переложение BWV 1039)
- BWV 1027a — Трио соль мажор для органа (переложение 4 части BWV 1027)
- BWV 1028 — № 2 ре мажор
- BWV 1029 — № 3 соль минор

### Сонаты для флейты и клавира (1030—1036)
- BWV 1030 — Соната для флейты и клавира си минор
- BWV 1030b — Соната соль минор для клавира и неизвестного инструмента (предположительно, гобоя или виолы да гамба) — ранняя версия BWV 1030, только клавирная партия которой сохранилась
- BWV 1031 — Соната для флейты и клавира ми-бемоль мажор
- BWV 1032 — Соната для флейты и клавира ля мажор
- BWV 1033 — Соната для флейты и генерал-баса до мажор
- BWV 1034 — Соната для флейты и генерал-баса ми минор
- BWV 1035 — Соната для флейты и генерал-баса ми мажор
- BWV 1036 - Соната для флейты и клавира ми минор или № 5 , 1 часть

### Трио-сонаты(1036—1040)
- BWV 1036 — Ре минор для двух скрипок и клавира
- BWV 1037 — До мажор для двух скрипок и клавира
- BWV 1038 — Соль мажор для флейты, скрипки и клавира
- BWV 1039 — Соль мажор для двух флейт и генерал-баса
- BWV 1040 — Фа мажор для гобоя, скрипки и генерал-баса

## Концерты и сюиты дляоркестра

### Скрипичные концерты(1041—1045)
- BWV 1041 — Скрипичный концерт Ля минор
- BWV 1042 — Скрипичный концерт Ми мажор
- BWV 1043 — Концерт для двух скрипок Ре минор
- BWV 1044 — Концерт для флейты, скрипки и клавира Ля минор («Тройной концерт») — адаптация клавирных прелюдии и фуги Ля минор BWV 894 (части 1 и 3) и средней части органной сонаты Ре минор BWV 527 (часть 2).
- BWV 1045 — Часть скрипичного концерта Ре мажор
- BWV 1056R — Скрипичный концерт Соль минор (под BWV 1056 значится концерт для клавира и струнных Фа минор, который считается переложением утерянного скрипичного концерта)

### Бранденбургские концерты(1046—1051)
- BWV 1046 — Бранденбургский концерт № 1
  - Allegro, Adagio, Allegro, Adagio и Allegro, Menuetto, Polacca.
- BWV 1046a — Трёхголосная инвенция Фа мажор (ранняя версия BWV 1046)
- BWV 1047 — Бранденбургский концерт № 2 Фа мажор
  - Allegro, Andante, Allegro assai.
- BWV 1048 — Бранденбургский концерт № 3 Соль мажор
  - Allegro, Adagio, Allegro.
- BWV 1049 — Бранденбургский концерт № 4 Соль мажор
  - Allegro, Andante, Presto.
- BWV 1050 — Бранденбургский концерт № 5 Ре мажор
  - Allegro, Affettuoso, Allegro.
- BWV 1050a — Концерт Ре мажор (ранняя версия BWV 1050)
- BWV 1051 — Бранденбургский концерт № 6 Си-бемоль мажор
  - Allegro, Allegro ma non tanto, Allegro.

### Концерты для клавесинов(1052—1065)
- BWV 1052 — Концерт для клавесина и струнных Ре минор (переложение утерянного скрипичного концерта)

(восстановлены: 1 и 2 часть — BWV 146 (Sinfonia, Coro), 3 часть — BWV 188 (Sinfonia))
- BWV 1053 — Концерт для клавесина и струнных Ми мажор (возможно, переложение утерянного концерта для гобоя)

(восстановлены: 1 и 2 часть — BWV 169 (Sinfonia, Aria № 5), 3 часть — BWV 49 (Sinfonia))
- BWV 1054 — Концерт для клавесина и струнных Ре мажор (переложение скрипичного концерта BWV 1042)
- BWV 1055 — Концерт для клавесина и струнных Ля мажор (переложение утерянного концерта)
- BWV 1056 — Концерт для клавесина и струнных Фа минор (возможно, переложение утерянного скрипичного концерта)

(восстановлены: 2 часть — BWV 156 (Sinfonia))
- BWV 1057 — Концерт для клавесина, 2 блокфлейт и струнных Фа мажор (переложение Бранденбургского концерта № 4, BWV 1049)
- BWV 1058 — Концерт для клавесина и струнных Соль минор (переложение скрипичного концерта BWV 1041)
- BWV 1059 — Концерт для клавесина Ре минор (восстановлен из BWV 35 по фрагменту из 9-ти совпадающих тактов)[1]
- BWV 1060 — Концерт для 2 клавесинов и струнных До минор (переложение утерянного концерта для скрипки и гобоя)
- BWV 1061 — Концерт для 2 клавесинов и струнных До мажор (оригинальная версия для 2 клавесинов — BWV 1061a)
- BWV 1062 — Концерт для 2 клавесинов и струнных До минор (переложение концерта для 2 скрипок BWV 1043)
- BWV 1063 — Концерт для 3 клавесинов и струнных Ре минор
- BWV 1064 — Концерт для 3 клавесинов и струнных До мажор (переложение утерянного концерта для 3 скрипок)
- BWV 1065 — Концерт для 4 клавесинов и струнных Ля минор (переложение концерта для 4 скрипок Вивальди Op. 3/10, RV580)

### Сюиты для оркестра (1066 — 1071)
- BWV 1066 — Сюита для оркестра № 1 До мажор (для деревянных духовых, струнных и генерал-баса)
  - Увертюра, куранта, гавоты I и II, форлана, менуэты I и II, бурре I и II, паспье I и II.
- BWV 1067 — Сюита для оркестра № 2 Си минор (для флейты, струнных и генерал-баса)
  - Увертюра, рондо, сарабанда, бурре I и II, полонез, менуэт, скерцо.
- BWV 1068 — Сюита для оркестра № 3 Ре мажор (для гобоев, труб, литавр, струнных и генерал-баса)
  - Увертюра, ария, гавоты I и II, бурре, жига.
- BWV 1069 — Сюита для оркестра № 4 Ре мажор (для гобоев, фагота, труб, литавр, струнных и генерал-баса)
  - Увертюра, бурре I и II, гавот, менуэты I и II, rejouissance («праздник»).
- BWV 1070 — Сюита для оркестра Соль минор (ошибочно, В.Ф. Бах)
- BWV 1071 — Трёхголосная инвенция Фа мажор (ранее сгруппированная с оркестровыми сюитами, сейчас известна как BWV 1046a)

## Каноны(1072 — 1078)
- BWV 1072 — Canon trias harmonica a 8
- BWV 1073 — Canon a 4 perpetuus
- BWV 1074 — Canon a 4
- BWV 1075 — Canon a 2 perpetuus
- BWV 1076 — Canon triplex a 6
- BWV 1077 — Canone doppio sopr'il soggetto
- BWV 1078 — Canon super fa mi a 7 post tempus misicum

## Поздниеконтрапунктическиепроизведения (1079 — 1080)
- BWV 1079 — Музыкальное приношение (Musikalisches Opfer)
- BWV 1080 — Искусство фуги (Die Kunst der Fuge)

## Работы, открытые после первоначального составления списка

### Разное (BWV 1081 — 1089)
- BWV 1081 — Credo in unum Deum фа мажор (для хора)
- BWV 1082 — Suscepit Israel puerum suum (для хора)
- BWV 1083 — Tilge, Höchster, meine Sünden (Мотет, пародия на «Stabat Mater» Перголези)
- BWV 1084 — O hilf, Christe, Gottes Sohn (хорал)
- BWV 1085 — O Lamm Gottes, unschuldig (хоральная прелюдия)
- BWV 1086 — Canon concordia discors (для органа)
- BWV 1087 — 14 канонов на первые 8 нот темы Гольдберг-вариаций
- BWV 1088 — So heb ich denn mein Auge sehnlich auf (ария для баса)
- BWV 1089 — Da Jesus an dem Kreutze stund (хорал)

### Ноймейстерские хоралы (BWV 1090 — 1120)
- BWV 1090 — Wir Christenleut
- BWV 1091 — Das alte Jahr vergangen ist
- BWV 1092 — Herr Gott, nun schleuß den Himmel auf
- BWV 1093 — Herzliebster Jesu, was hast du verbrochen
- BWV 1094 — O Jesu, wie ist dein Gestalt
- BWV 1095 — O Lamm Gottes unschuldig
- BWV 1096 — Christe, der du bist Tag und Licht (или Wir danken dir, Herr Jesu Christ)
- BWV 1097 — Ehre sei dir, Christe, der du leidest Not
- BWV 1098 — Wir glauben all an einen Gott
- BWV 1099 — Aus tiefer Not schrei ich zu dir
- BWV 1100 — Allein zu dir, Herr Jesu Christ
- BWV 1101 — Durch Adams Fall ist ganz verderbt
- BWV 1102 — Du Friedefürst, Herr Jesu Christ
- BWV 1103 — Erhalt uns, Herr, bei deinem Wort
- BWV 1104 — Wenn dich Unglück tut greifen an
- BWV 1105 — Jesu, meine Freude
- BWV 1106 — Gott ist mein Heil, mein Hilf und Trost
- BWV 1107 — Jesu, meines Lebens Leben
- BWV 1108 — Als Jesus Christus in der Nacht
- BWV 1109 — Ach Gott, tu dich erbarmen
- BWV 1110 — O Herre Gott, dein göttlich Wort
- BWV 1111 — Nun lasset uns den Leib begrab'n
- BWV 1112 — Christus, der ist mein Leben
- BWV 1113 — Ich hab mein Sach Gott heimgestellt
- BWV 1114 — Herr Jesu Christ, du höchstes Gut
- BWV 1115 — Herzlich lieb hab ich dich, o Herr
- BWV 1116 — Was Gott tut, das ist wohlgetan
- BWV 1117 — Alle Menschen müssen sterben
- BWV 1118 — Werde munter, mein Gemüte
- BWV 1119 — Wie nach einer Wasserquelle
- BWV 1120 — Christ, der du bist der helle Tag

### Разные произведения для органа (BWV 1121 — 1126)
- BWV 1121 — Фантазия
- BWV 1122 — Denket doch, Ihr Menschenkinder
- BWV 1123 — Wo Gott zum Haus nicht gibt sein Gut
- BWV 1124 — Ich ruf zu Dir, Herr Jesu Christ
- BWV 1125 — O Gott, du frommer Gott
- BWV 1126 — Lobet Gott, unsern Herrn
- BWV 1128 — Wo Gott der Herr nicht bei uns hält

### Строфическая ария (BWV 1127)
- BWV 1127 — Alles mit Gott, und nichts ohn' ihn (открыта в июне 2005 года)

## BWV Anh. 43 — 189 (приложение)

### Разное
- BWV Anh. 43 — Фуга — органное произведение
- BWV Anh. 44 — Фуга — органное произведение
- BWV Anh. 45 — Фуга — органное произведение
- BWV Anh. 46 — Трио — органное произведение
- BWV Anh. 47 — Ach Herr, mich armen Sünder — сомнительное произведение
- BWV Anh. 48 — Allein Gott in der Höh' sei Ehr — сомнительное произведение
- BWV Anh. 49 — Ein feste Burg ist unser Gott — сомнительное произведение
- BWV Anh. 50 — Erhalt uns, Herr, bei deinem Wort — сомнительное произведение
- BWV Anh. 51 — Erstanden ist der heilige Christ — сомнительное произведение
- BWV Anh. 52 — Freu dich sehr, o meine Seele — сомнительное произведение
- BWV Anh. 53 — Freu dich sehr, o meine Seele — сомнительное произведение
- BWV Anh. 54 — Helft mir Gottes Güte preisen — сомнительное произведение
- BWV Anh. 55 — Herr Christ, der einig' Gottes Sohn — сомнительное произведение
- BWV Anh. 56 — Herr Jesu Christ, dich zu uns wend' — сомнительное произведение
- BWV Anh. 57 — Jesu Leiden, Pein und Tod — сомнительное произведение
- BWV Anh. 58 — Jesu, meine Freude — сомнительное произведение
- BWV Anh. 59 — Jesu, meine Freude — сомнительное произведение
- BWV Anh. 60 — Non lob', mein' Seel' den Herren — сомнительное произведение
- BWV Anh. 61 — O Mensch, bewein' dein' Sünde groß — сомнительное произведение
- BWV Anh. 62a — Sei Lob und Ehr mit hohem Preis — сомнительное произведение
- BWV Anh. 62b — Sei Lob und Ehr mit hohem Preis — сомнительное произведение
- BWV Anh. 63 — Von Himmel hoch — сомнительное произведение
- BWV Anh. 64 — Von Himmel hoch — сомнительное произведение
- BWV Anh. 65 — Von Himmel hoch — сомнительное произведение
- BWV Anh. 66 — Wachet auf, ruft uns die Stimme — сомнительное произведение
- BWV Anh. 67 — Was Gott tut, das ist wohlgetan — сомнительное произведение
- BWV Anh. 68 — Wer nur den lieben Gott läßt walten — сомнительное произведение
- BWV Anh. 69 — Wir glauben all' an einen Gott — сомнительное произведение
- BWV Anh. 70 — Wir glauben all' an einen Gott — сомнительное произведение
- BWV Anh. 71 — Wo Gott, der Herr, nicht bei uns hält — сомнительное произведение
- BWV Anh. 72 — Canon — сомнительное произведение
- BWV Anh. 77 — Herr Christ, der einig' Gottes Sohn — сомнительное произведение
- BWV Anh. 78 — Wenn wir in höchsten Nöten sein — сомнительное произведение
- BWV Anh. 79 — Befiehl du deine Wege — сомнительное произведение
- BWV Anh. 107 — Фуга — сомнительное произведение
- BWV Anh. 108 — Фуга — сомнительное произведение
- BWV Anh. 109 — Фуга — сомнительное произведение
- BWV Anh. 110 — Фуга — сомнительное произведение
- BWV Anh. 111 — Largo & Allegro — сомнительное произведение
- BWV Anh. 112 — Grave — сомнительное произведение

### Нотная тетрадь Анны Магдалены Бах (BWV Anh. 113 — 132)
Примечание. Вторая нотная тетрадь А.М.Бах представляет собой сборник пьес И.С.Баха и других (никак не обозначенных составителем) композиторов. В Приложении (Anhang) перечислены только те произведения, которые не вошли в основную часть каталога BWV, т.е. сомнительные и чужие пьесы.
- BWV Anh. 113 — Менуэт — авторство Баха сомнительно (dubium)
- BWV Anh. 114 — Менуэт — приписывается Христиану Петцольду
- BWV Anh. 115 — Менуэт — приписывается Христиану Петцольду
- BWV Anh. 116 — Менуэт — dubium
- BWV Anh. 117a — Менуэт — dubium
- BWV Anh. 117b — Менуэт — dubium
- BWV Anh. 118 — Менуэт — dubium
- BWV Anh. 119 — Полонез — dubium
- BWV Anh. 120 — Менуэт — dubium
- BWV Anh. 121 — Менуэт — dubium
- BWV Anh. 122 — Марш — К. Ф. Э. Бах
- BWV Anh. 123 — Полонез — К. Ф. Э. Бах
- BWV Anh. 124 — Марш — К. Ф. Э. Бах
- BWV Anh. 125 — Полонез — К. Ф. Э. Бах
- BWV Anh. 126 — Волынка (Musette) — dubium
- BWV Anh. 127 — Марш — dubium
- BWV Anh. 128 — Полонез — dubium
- BWV Anh. 129 — Соло — К. Ф. Э. Бах
- BWV Anh. 130 — Полонез — Иоганн Адольф Хассе
- BWV Anh. 131 — Пьеса — dubium
- BWV Anh. 132 — Менуэт — dubium

### Другие сомнительные произведения (BWV Anh. 133 — 153)
- BWV Anh. 133 — Фантазия
- BWV Anh. 134 — Скерцо
- BWV Anh. 135 — Буслеска
- BWV Anh. 136 — Трио
- BWV Anh. 137 — L'Intrada della Caccia
- BWV Anh. 138 — Continuazione della Caccia
- BWV Anh. 139 — Il Fine delle Caccia — I
- BWV Anh. 140 — Il Fine delle Caccia — II
- BWV Anh. 141 — Псалом O Gott die Christenhalt
- BWV Anh. 142 — Псалом 110
- BWV Anh. 143 — Полонез
- BWV Anh. 144 — Полонез-трио
- BWV Anh. 145 — Марш
- BWV Anh. 146 — Марш
- BWV Anh. 147 — La Combattuta
- BWV Anh. 148 — Скерцо
- BWV Anh. 149 — Менуэт
- BWV Anh. 150 — Трио
- BWV Anh. 151 — Концерт
- BWV Anh. 152 — Концерт
- BWV Anh. 153 — Соната

### Ложно приписываемые произведения (BWV Anh. 158 — 189)
- BWV Anh. 158 — Ария Andro dall' colle al prato
- BWV Anh. 159 — Мотет Ich lasse dich nicht, du segnest mich denn
- BWV Anh. 160 — Мотет Jauchzet dem Herrn, alle Welt
- BWV Anh. 161 — Мотет Kundlich gross ist das gottselige Geheimnis
- BWV Anh. 162 — Мотет Lob und Ehre und Weishelt und Dank
- BWV Anh. 163 — Мотет Merk aud, mein Herz, und sieh dorthin
- BWV Anh. 164 — Мотет Nun danket alle Gott
- BWV Anh. 165 — Мотет Unser Wandel ist im Himmel
- BWV Anh. 177 — Прелюдия и фуга
- BWV Anh. 178 — Токката quasi Fantasia и фуга
- BWV Anh. 179 — Фантазия
- BWV Anh. 180 — Фуга
- BWV Anh. 181 — Фуга
- BWV Anh. 182 — Пассакалья
- BWV Anh. 183 — Рондо, Les Bergeries — Франсуа Куперен, содержится в Нотной тетради Анны Магдалены Бах
- BWV Anh. 184 — Соната
- BWV Anh. 185 — Соната
- BWV Anh. 186 — Соната
- BWV Anh. 187 — Трио
- BWV Anh. 188 — Соната (концерт) для 2 клавесинов
- BWV Anh. 189 — Концерт ля минор

## Восстановленные концерты
Все нижеперечисленные концерты восстановлены из концертов для клавира (Бах часто делал переложения своих произведений для разных инструментов, и некоторые из оригинальных произведений ныне утеряны).
- BWV 1052r — Скрипичный концерт ре минор
- BWV 1053r — Концерт для oboe d'amore ре мажор / концерт для гобоя фа мажор
- BWV 1055r — Концерт для oboe d'amore ля мажор
- BWV 1056r — Скрипичный концерт соль минор / концерт для гобоя соль минор
- BWV 1059r — Концерт для гобоя ре минор (восстановлен на основе концерта BWV 1059 и кантаты BWV 35 — наиболее спорная реконструкция, потому что из оригинального произведения до наших дней дошло только 10 тактов)
- BWV 1060r — Концерт для скрипки и гобоя до минор/ре минор
- BWV 1064r — Концерт для трёх скрипок ре мажор